# Borelmaß
Ein Borel-Maß ist ein Begriff aus der Maßtheorie, einem Teilgebiet der Mathematik, das sich mit verallgemeinerten Volumenbegriffen beschäftigt. Anschaulich zeichnen sich Borel-Maße dadurch aus, dass jeder Punkt in eine Menge mit endlichem Maß eingehüllt werden kann und sie auf einer speziellen σ-Algebra definiert sind. Borel-Maße bilden wichtige Grundbegriffe bei der Untersuchung von Maßen auf Topologischen Räumen. Sie sind nach Émile Borel benannt.
Bei Verwendung von Borel-Maßen ist Vorsicht geboten, da diese in der Literatur, insbesondere im angelsächsischen Sprachraum, nicht einheitlich definiert werden.

## Definition
Gegeben sei ein Hausdorff-Raum {\displaystyle (X,\tau )} mit borelscher σ-Algebra {\displaystyle {\mathcal {B}}=\sigma (\tau )}. Ein Maß
{\displaystyle \mu :{\mathcal {B}}\to [0,\infty ]}
heißt ein Borel-Maß, wenn für jedes {\displaystyle x\in X} eine offene Umgebung {\displaystyle U_{x}} von {\displaystyle x} existiert mit {\displaystyle \mu (U_{x})<\infty }.
Somit sind Borel-Maße lokal endliche Maße auf der Borelschen σ-Algebra. Ein Spezialfall hiervon ist das Lebesgue-Borel-Maß.

## Weitere Bedeutungen
Der Begriff wird in der Fachliteratur nicht einheitlich verwendet. Manchmal werden auch
- äußere Maße, bezüglich derer alle Borelmengen Carathéodory-messbar sind[3]
- beliebige Maße auf der borelschen σ-Algebra eines topologischen Raumes[4]

- das Maß auf der borelschen σ-Algebra auf {\displaystyle \mathbb {R} }, das jedem Intervall {\displaystyle [a,b]} das Maß {\displaystyle b-a} zuordnet

als Borelmaß bezeichnet. Das Maß im dritten Fall wird meist jedoch als Borel-Lebesgue-Maß bezeichnet.
Soweit nicht anders erwähnt bespricht dieser Artikel die Eigenschaften von Borel-Maßen in dem oben in der Definition angegebenen Sinn.

## Eigenschaften
Für einen lokal kompakten Hausdorff-Raum {\displaystyle X} ist die lokale Endlichkeit äquivalent dazu, dass jede kompakte Menge endliches Maß besitzt.
Denn ist {\displaystyle x\in X}, so existiert aufgrund der Lokalkompaktheit zu einer Umgebung {\displaystyle U_{x}} ein kompaktes {\displaystyle K_{x}} und eine offene Umgebung {\displaystyle O_{x}} von {\displaystyle x} mit {\displaystyle O_{x}\subset K_{x}\subset U_{x}}. Die lokale Endlichkeit folgt nun aus der Monotonie des Maßes, es ist dann {\displaystyle \mu (O_{x})\leq \mu (K_{x})<\infty } und {\displaystyle O_{x}} ist offen wie gefordert.
Umgekehrt folgt aus der lokalen Endlichkeit, dass jede kompakte Menge {\displaystyle K} endliches Maß hat: Für {\displaystyle x\in K} sei {\displaystyle O_{x}} eine offene Umgebung von {\displaystyle x} mit {\displaystyle \mu (O_{x})<\infty }. Dann ist {\displaystyle (O_{x})_{x\in K}} eine offene Überdeckung von {\displaystyle K}. Aus der Definition der Kompaktheit folgt, dass eine endliche Teilüberdeckung {\displaystyle (O_{x_{i}})_{i\in I},\;|I|<\infty } existiert; damit ist {\displaystyle \mu (K)\leq \sum _{i\in I}\mu (O_{x})<\infty }.
Diese Eigenschaft wird auch zur Definition von Borel-Maßen auf lokal kompakten Hausdorff-Räumen herangezogen, stimmt aber im allgemeinen Fall nicht mit der lokalen Endlichkeit überein.

## Verwandte Konzepte

### Moderate Maße
Ein Borel-Maß heißt ein moderates Maß, wenn eine Folge von offenen Mengen {\displaystyle (O_{n})_{n\in \mathbb {N} }} existiert, so dass
{\displaystyle X=\bigcup _{n\in \mathbb {N} }O_{n}}
ist und {\displaystyle \mu (O_{n})<\infty } für alle {\displaystyle n\in \mathbb {N} } gilt. Moderate Maße sind insbesondere deshalb von Interesse, da für sie allgemeinere Kriterien gelten, unter denen ein Borel-Maß ein reguläres Maß ist.

### Radon-Maße
Borel-Maße nennt man Radon-Maße, wenn sie von innen regulär sind, es also gilt, dass
{\displaystyle \mu (A)=\sup\{\mu (K)\mid K\subset A,\ K\ {\textrm {kompakt}}\}}
für alle  {\displaystyle A\in {\mathcal {B}}}. Wie auch Borel-Maße wird die Bezeichnung "Radon-Maß" in der Literatur nicht einheitlich verwendet und sollte daher immer mit der genauen Definition im gegebenen Kontext abgeglichen werden.

### Reguläre Borel-Maße
Ein Borel-Maß wird ein reguläres Borel-Maß genannt, wenn es zusätzlich noch ein Reguläres Maß ist. Somit ist jedes von außen reguläre Radon-Maß ein reguläres Borel-Maß. Da aber für jede Verwendung des Begriffs "Borel-Maß" eigene Regularitäts-Begriffe existieren, ist auch hier Vorsicht geboten und ein Abgleich mit den Definitionen im jeweiligen Kontext notwendig.